# USS O’Kane (DDG-77)
USS O’Kane (DDG-77) —двадцять сьомий ескадрений міноносець КРО типу «Арлі Берк». Збудований на корабельні Bath Iron Works, приписаний до морської станції Пёрл Харбор, штат Гаваї. Входить у склад 31-й ескадри Тихоокеанського флоту США. Введений в експлуатацію 23 жовтня 1999 року.

## Назва
Есмінець названий на честь адмірала Richard O'Kane (Річарда О'Кейна), який був нагороджений вищою військовою нагородою США «Медаллю Пошани».

## Будівництво
Контракт на будівництво був підписаний 20 липня 1994 року з суднобудівною компанією Bath Iron Works, корабельня якої розташована на річці Кеннебек в Баті, штат Мен.
Ракетний есмінець USS «O'Kane» (DDG-77) був закладений 8 травня 1997 року. Спущений на воду 28 березня 1998 року. Церемонія хрещення відбулася 17 квітня. Хрещеною матір'ю стала Leslie Allen Berry (Леслі Аллен Беррі), внучка Річарда О'Кейна. Переданий замовнику 19 травня 1999 року. 15 жовтня прибув в свій порт приписки Перл-Харбор (Гаваї), завершивши 50-денний транзитний перехід з міста Бат (штат Мен). 23 жовтня було введено в експлуатацію.

## Бойова служба
1 серпня 2001 року залишив порт приписки Перл-Харбор для свого першого розгортання в західній частині Тихого океану в складі ударної групи авіаносця USS «Carl Vinson» (CVN 70).
У 2002 році взяв участь у великому міжнародному навчанні "RIMPAC '02».